# ¿Quién está matando a los gorriones?
 ¿Quién está matando a los gorriones? es una película de Argentina filmada en blanco y negro dirigida por Patricia Martín García sobre el guion de Elsa Ramos que se estrenó el 1 de marzo de 2001. La película, que fue producida en forma independiente con el apoyo del Instituto Nacional de Cine y Artes Audiovisuales, por decisión de sus productores se exhibió en todo el país antes de estrenarse en Buenos Aires, en lo que calificaron como “una decisión política". Tuvo como actores principales a Daniel Aráoz, Nélida Romero y Saúl Jarlip.

## Nacimiento de la idea
Patricia Martín García dice sobre el nacimiento de la idea que luego se convirtió en el filme:

"Un día de tormenta la hija de mi guionista trajo un gorrioncito que se había caído del nido. Al día siguiente bajaron al patio de la casa otros gorriones a buscarlo y llevarlo….La aparición de ese pajarito fue el puntapié para comenzar a investigar la historia del gorrión, una historia particular. Un pajarito inmigrante, muy simple, común, que aparentemente no tiene grandes virtudes pero que habita con el hombre. Un pajarito siempre discriminado, con mala prensa, como muchos inmigrantes".

## Sinopsis
Según la producción del filme, la película se basa en historias reales aunque poco conocidas vinculadas con la discriminación 
Recrea aspectos de la historia desde 1872 hasta el presente e incluso hace suposiciones sobre hechos ambientados en 2030 vinculados al control sobre la sociedad y, en especial sobre la información, manifestando las autoras "nos preocupa la libertad de prensa y de expresión" y como “no es posible determinar quiénes son en realidad los dueños de los grandes medios…es imposible saber de qué lugar del mundo nos dicen qué vamos a hacer o pensar".

## Reparto
Participaron del filme los siguientes intérpretes:
- Daniel Aráoz
- Nélida Romero
- Saúl Jarlip
- Jesús Berenguer
- Déborah Vidret
- Paula Bartolomé
- Alejandro Zang

## Comentarios
Luis Ormaechea en el sitio web www.otrocampo.com opinó:

”Un fallido vuelo hacia ninguna parte…Demasiado ambiciosa y excesivamente confusa… El texto no construye un verosímil que permita al espectador entrar en él, y carece tanto de progresión dramática, como de intriga”.

La crónica de Clarín preguntaba:

”¿Dónde se consigue una honda?”.

Patricia Martín García declaraba La Nación acerca de la película:

”Es una historia dramática elaborada con humor y sentimiento. También es un filme social y político”.

Manrupe y Portela dicen que el filme es:

Del más puro género "Ver para creer...mezcla de documental y ficción".